# Neotropicomiris
Neotropicomiris is een geslacht van wantsen uit de familie van de Miridae (Blindwantsen). Het geslacht werd voor het eerst wetenschappelijk beschreven door Carvalho & Fontes in 1969.

## Soorten
Het genus bevat de volgende soorten:

- Neotropicomiris costalis Carvalho & Fontes, 1969
- Neotropicomiris ecuadorensis Carvalho & Fontes, 1969
- Neotropicomiris longirostris Carvalho & Fontes, 1969
- Neotropicomiris moaensis Hernandez & Henry, 2010
- Neotropicomiris nordicus Carvalho & Fontes, 1969
- Neotropicomiris pilosus Carvalho & Fontes, 1969